# Oh Sae-young
Oh Sae-yeong (en hangeul : 오세영), né le 2 mai 1942 à Yeonggwang dans la province du Jeollanam-do en Corée, est un poète et professeur sud-coréen.

## Biographie
Oh Sae-yeong est né le 2 mai 1942 à Yongkwang dans la province de Jeollanam-do. Il obtient en 1980 un doctorat en littérature et langue coréennes à l'université nationale de Séoul. Il est actuellement professeur émérite de l'université nationale de Séoul dans la Faculté des sciences humaines. Il est aussi depuis 2011 membre de l'Institut des arts de Corée (대한민국예술원). Il a par ailleurs enseigné un an aux États-Unis, de 1995 à 1996, à l'université de Californie à Berkeley dans le département d'études orientales.
Il fait ses débuts littéraires en 1968 avec la publication de son poème Abstraction au réveil (Jam kkaeneun chusang).
En 1965, il publie dans la revue Littérature contemporaine (Hyundae Munhak) son poème L'Aube (Saebyeok) et en 1966 il publie Les Fleurs, etc. (Kkot oe). En 1968, toujours dans la même revue, il publie Abstraction au réveil (Jam kkaeneun chusang) qui marque réellement ses débuts littéraires. Parmi ses recueils de poésies notables, on peut citer La Lumière rebelle (Ballanhaneun bit), Le soir le plus sombre (Gajang eodu-un nal jeonyeoge), Poème d'amour d'une âme aveuglée (無明戀詩 Mumyeong yeonshi), et Les fleurs vivent en regardant les étoiles (Kkotdeureun byeoreul ureoreumyeo sanda).